# Nova Orleans
Nova Orleans (La Nouvelle-Orléans en francès, New Orleans en anglès) és la ciutat més gran de l'estat de Louisiana, als Estats Units. Situada al delta del riu Mississipi, és el principal port del Mississipi i també un dels principals dels Estats Units.
Nova Orleans és una ciutat multicultural (amb especial influència africana, llatina, espanyola i francesa), molt coneguda pels seus festivals, la seva música i la seva cuina. Esdeveniments com el Mardi Gras, el Jazz Fest i el "Pot del Sucre" (Sugar Bowl) mantenen a la ciutat com una destinació turística constant.
Nova Orleans es va veure greument afectada per l'huracà Katrina a l’agost del 2005, que va inundar més del 80% de la ciutat, va matar més de 1.800 persones i va desplaçar a milers de residents, provocant un descens de la població superior al 50%. Després l'huracà Katrina s'han fet grans esforços de reurbanització, que han provocat un repunt de la població de la ciutat.
Són fills de Nova Orleans el trompetista Louis Armstrong, l'escriptor Truman Capote, Harry Connick Jr. i Marie Laveau, la "reina del vudú".

## Geografia
Nova Orleans es troba al delta del riu Mississipi, al sud del llac Pontchartrain, a la vora del riu Mississipi, a uns 169 km del golf de Mèxic. Segons l'Oficina del cens dels Estats Units, l'àrea de la ciutat és de 910 km², dels quals 440 km² corresponen a terra i 470 km² (52%) a aigua. La zona del riu es caracteritza per crestes i clotades.
Nova Orleans es va assentar originalment al nivell del riu. Després de la Llei de control de les inundacions de 1965, el Cos d'Enginyers de l'Exèrcit dels Estats Units va construir murs inundables i molls artificials al voltant d'una àrea molt més gran que incloïa pantans i pantans anteriors. Amb el pas del temps, el bombament d’aigua des dels pantans va permetre el desenvolupament cap a zones de menor elevació. Avui dia, la meitat de la ciutat es troba al nivell del mar o per sota, mentre que l’altra meitat està lleugerament per sobre del nivell del mar. L'evidència suggereix que algunes parts de la ciutat poden estar enfonsant-se a causa de la subsidència.
Al maig de 2016, la NASA va publicar un estudi que suggeria que la majoria de les zones experimentaven subsidència a una "taxa molt variable" que era "generalment coherent amb els estudis anteriors, però una mica més elevada que estudis anteriors".

## Demografia
L'any 2000 la seva població era de 484.674 habitants. Després de ser parcialment destruïda per l'huracà Katrina el 2005, la població va disminuir considerablement per evacuació o defunció i el 2006 la població era aproximadament la meitat, entre 192.000 i 230.000 habitants.
La població es va recuperar parcialment i segons una estimació de l'any 2020, l'Oficina del cens dels Estats Units va determinar que Nova Orleans tenia 389.467 residents. Segons el cens dels EUA del 2010, a Nova Orleans hi vivien 343.829 persones. Abans del 1960, la població de Nova Orleans havia assolit el seu màxim històric amb 627.525 habitants.
L'àrea metropolitana de Nova Orleans tenia una població estimada d'1.272.258 habitants el 2020.

## Història

### Època colonial

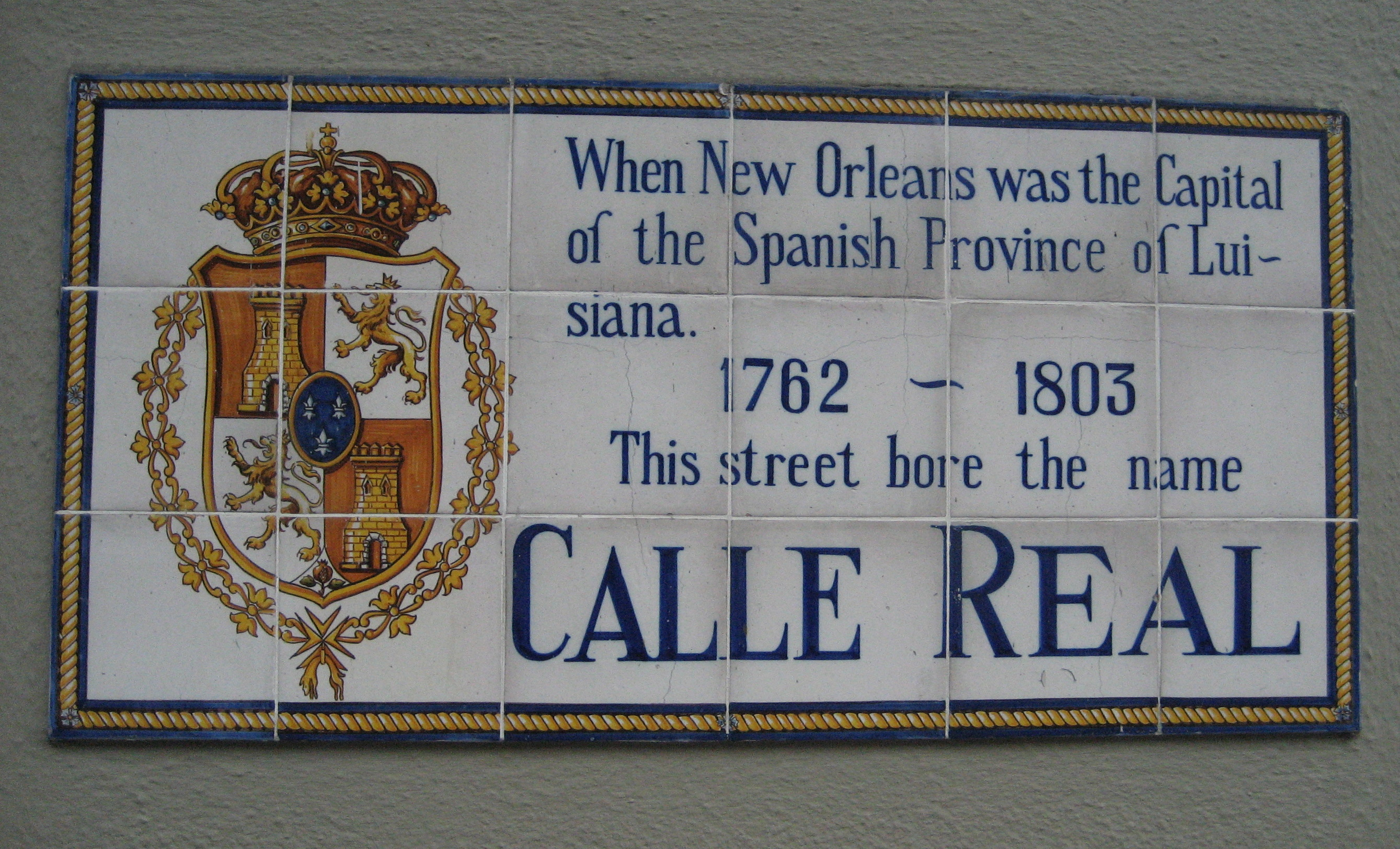
Nova Orleans

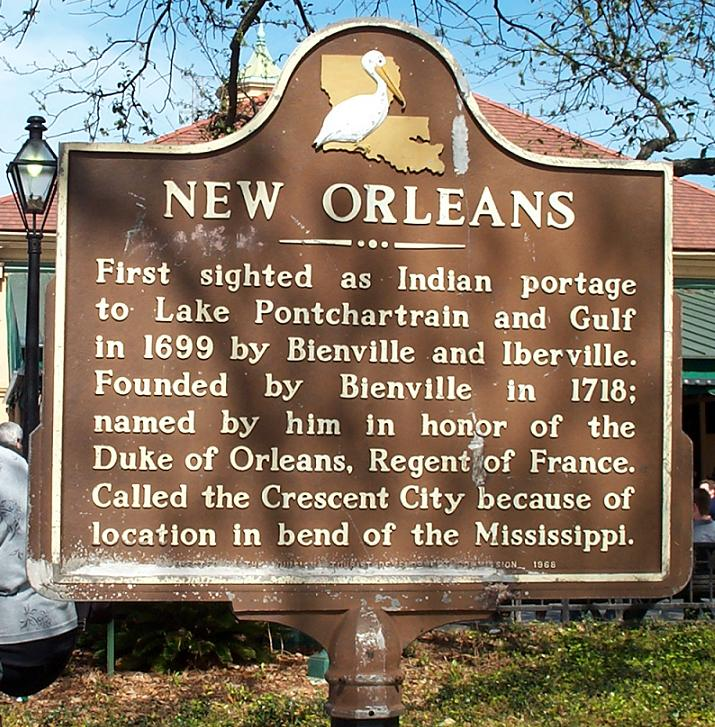
Cartell al "Jackson Square", al barri francès.

Nova Orleans va ser fundada per colons francesos dirigits per Jean Baptiste Lemoyne, Senyor de Bienville, el 1718, qui va donar a l'assentament el nom de La Nouvelle-Orléans, en un territori que pertanyia a la Corona castellana. El lloc va ser triat per ser una plana natural propera al riu Mississipi, i propera a una ruta de comerç dels natius americans entre el Mississipi i el llac Pontchartrain.
El 1763, la colònia va ser retornada a l'imperi Espanyol en una clàusula secreta del Tractat de París (1763), però només el 1766 es va nomenar un governador espanyol. Un grup de sediciosos francesos, contraris a les restriccions importadores de la nova metròpoli colonial, es van rebel·lar contra el govern espanyol. Espanya va reaccionar enèrgicament contra la revolta, però l'administració espanyola va provar ser més eficaç i progressista que l'anterior i van cessar les peticions de tornada al control francès. Nova Orleans es va convertir en la capital de la Baixa Louisiana el 1772, adquirint preponderància sobre Biloxi. Després de dos grans incendis, el 1788 i el 1794, l'administració espanyola va imposar el maó com material de construcció d'immobles a la ciutat, que va anar adquirint el seu bell i peculiar aspecte.
La ciutat va sofrir grans epidèmies de febre groga, malària i verola. L'última d'elles a principis del segle xx. El 1795, Espanya va cedir els drets d'ús del port als Estats Units, el que va portar un considerable augment comercial a la ciutat. El 1801, a conseqüència de la invasió d'Espanya per Napoleó Bonaparte, Louisiana va tornar al control francès fins al 1803, quan va ser venuda als Estats Units. En l'època, la ciutat tenia una població d'uns 10.000 habitants.

### Seglexix

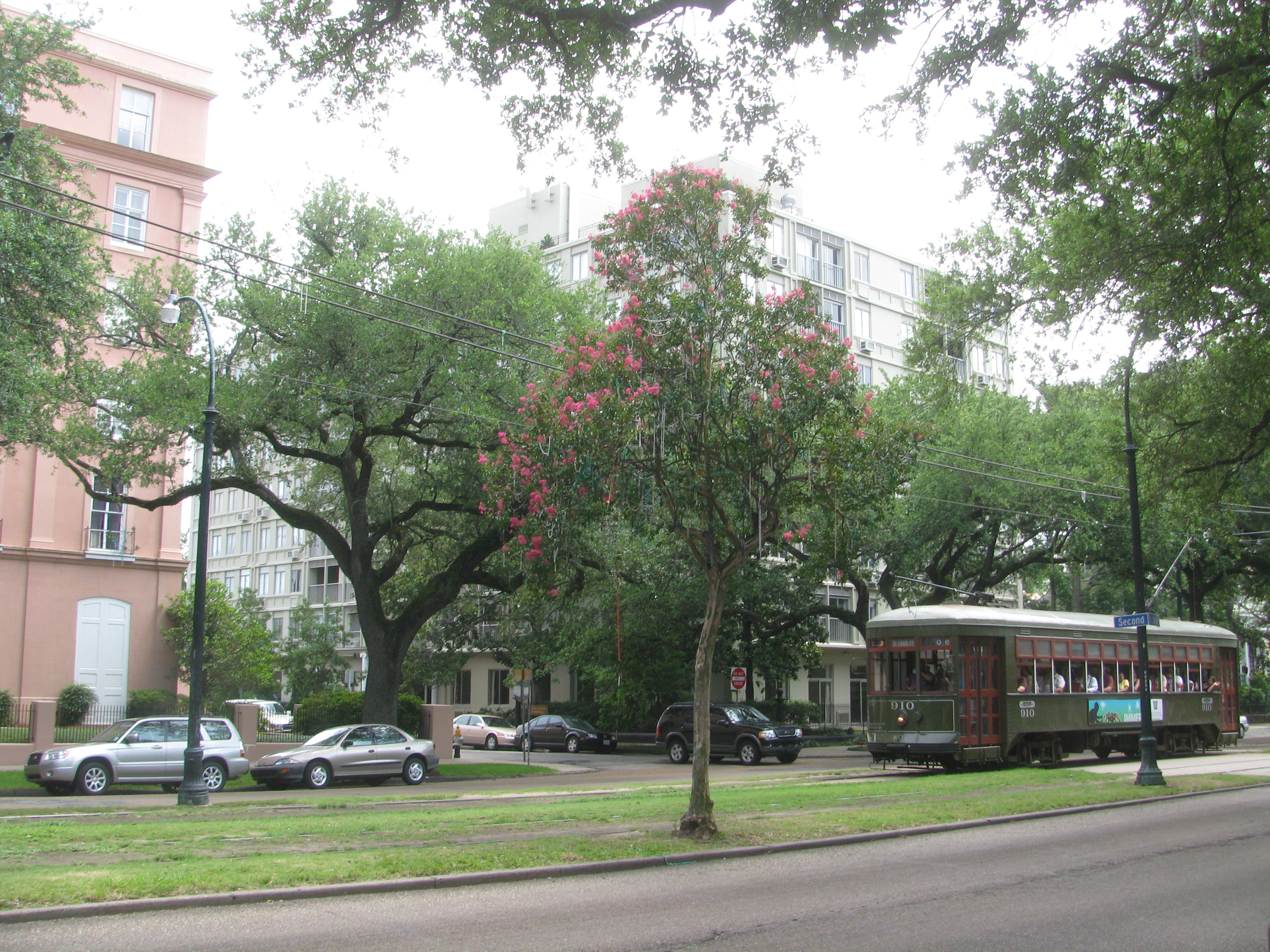
Els tradicionals tramvies de Nova Orleans, que ja tenen més de 165 anys d'operació continua i en són un atractiu turístic.

La naturalesa multicultural de Nova Orleans és una de les característiques principals de la ciutat. La ciutat va créixer ràpidament amb la influència de les cultures espanyola, llatina, francesa, i nord-americana, així com per la immigració de colons francesos i els seus esclaus que fugiren de la regirada independentista d'Haití. Durant la Guerra Anglo-Nord-americana de 1812, els britànics van intentar conquerir la ciutat, però ho van impedir les forces liderades per Andrew Jackson.
La població de la ciutat es va duplicar als anys 1830 i va arribar a tenir 102.000 habitants cap al 1840, moment en què era la quarta ciutat dels Estats Units i la més gran del sud del país.
Nova Orleans va ser la capital de l'estat de Louisiana fins al 1849 i entre 1865 i 1880. La importància del seu port va convertir a Nova Orleans en punt de comerç dels esclaus destinats al sud dels Estats Units. Al mateix temps era la ciutat amb major nombre de ciutadans afroamericans lliures. Durant la Guerra de Secessió Nova Orleans va ser capturada per les forces de la Unió sense major resistència i no va sofrir la destrucció de la guerra de la resta del sud del país.

### Segle XX

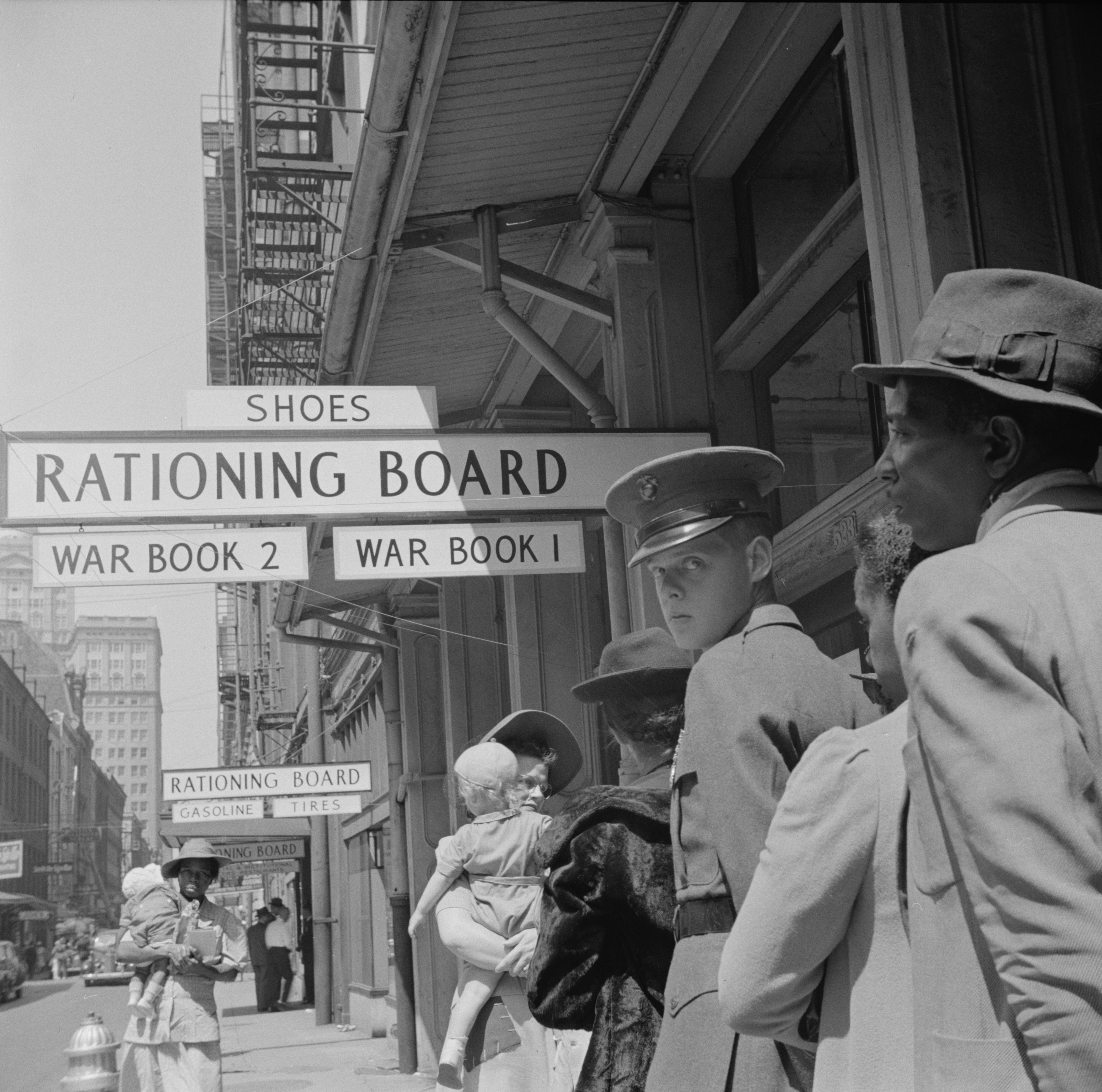
Cues a l'oficina de la Junta de racionament de Nova Orleans durant la guerra (1943).

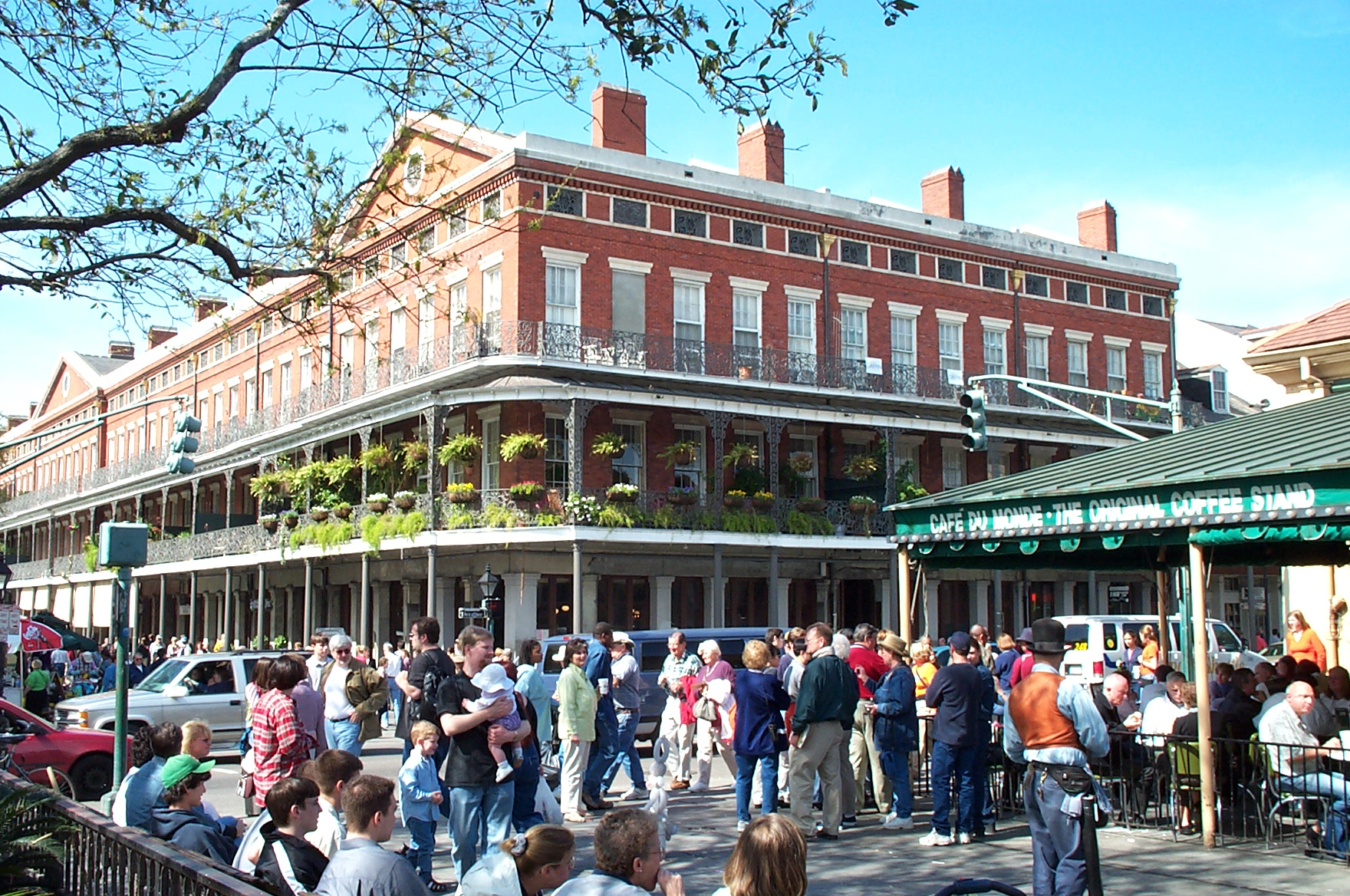
El "Cafè du Monde"

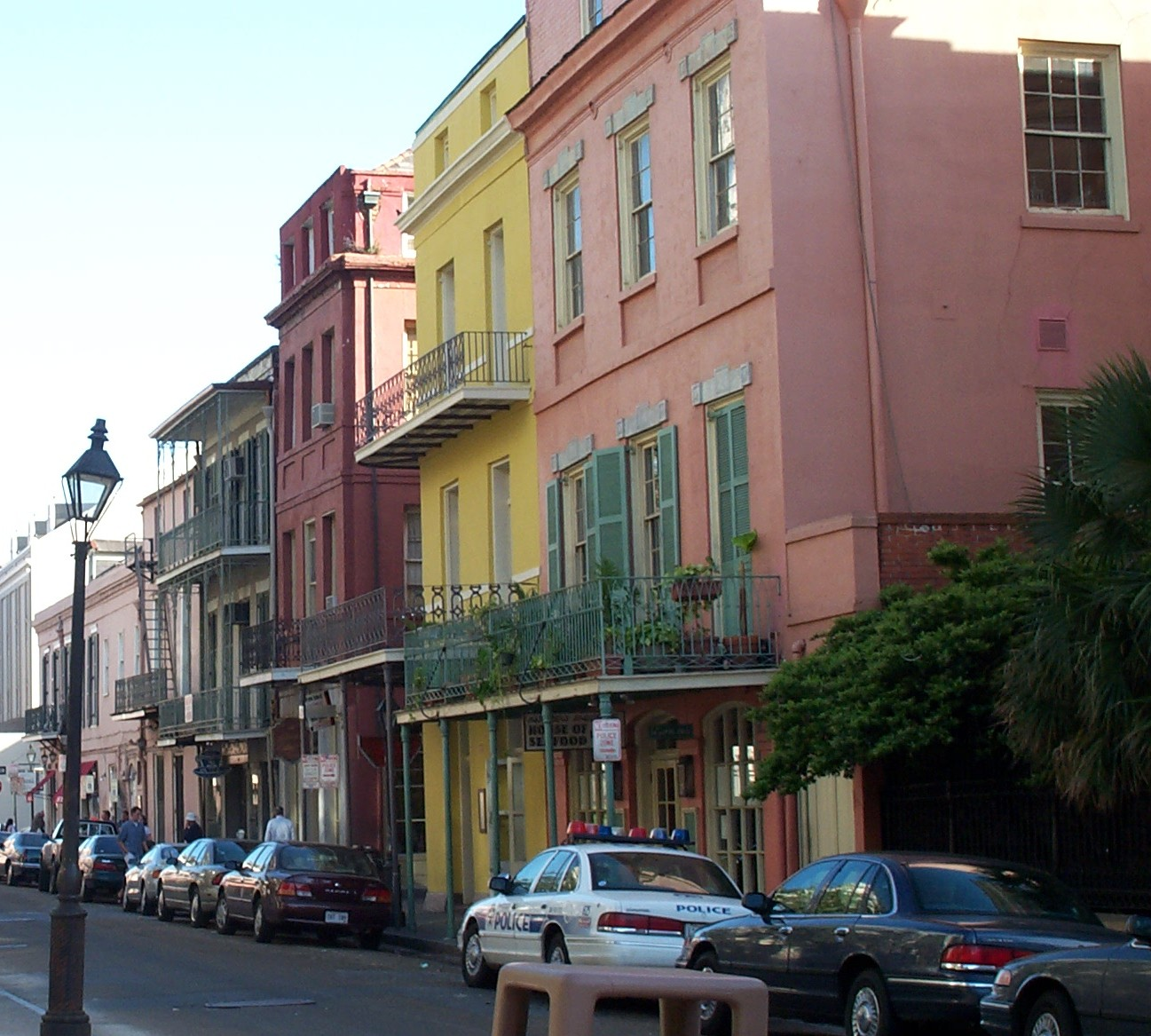
Cases colorides del barri francès

La major part de la ciutat es troba sota el nivell del mar. Està flanquejada pel riu Mississipi i el llac Pontchartrain, de manera que ha de protegir-se mitjançant dics. Fins a principis del segle xx existien fortes restriccions per a la construcció de noves edificacions; només s'utilitzaven els alts terrenys d'al·luvió que constituïen en si dics naturals entre els múltiples defluents del delta del Mississipi. La resta de les zones són pantanoses i estan subjectes a inundacions freqüents. Originada al meandre del gran riu, tal característica va donar a la ciutat la seva forma de mitja lluna i el seu sobrenom La ciutat del quart creixent. En la dècada de 1910, l'enginyer i inventor A. Baldwin Wood va posar en marxa el seu ambiciós pla d'assecar la ciutat, per al que va dissenyar bombes aspirants de gran grandària (que encara avui s'utilitzen quan hi ha fortes pluges), les quals drenen l'aigua cap al riu donant-li a la ciutat la possibilitat d'expandir-se a una major superfície.
Durant els anys 1920 es va fer un esforç de modernització de la ciutat que va incloure l'eliminació de balconades de ferro de la zona comercial de Canal Street. En els anys 1960, un altre esforç de modernització reemplaçà el tramvia per línies d'autobusos. Ambdues accions es consideren retrospectivament com errors i el tramvia va tornar progressivament a Canal Street als anys 1990.
Nova Orleans sempre ha estat una de les ciutats més visitades dels Estats Units, augmentant aquesta tendència en l'últim quart del segle xx. Les zones com el Barri Francès i el districte comercial, abans dedicats a ús residencial i de negocis, respectivament, en l'actualitat veuen com hi han crescut les activitats de la indústria turística.

### Huracà Katrina (2005) i intents de recuperació (2006)

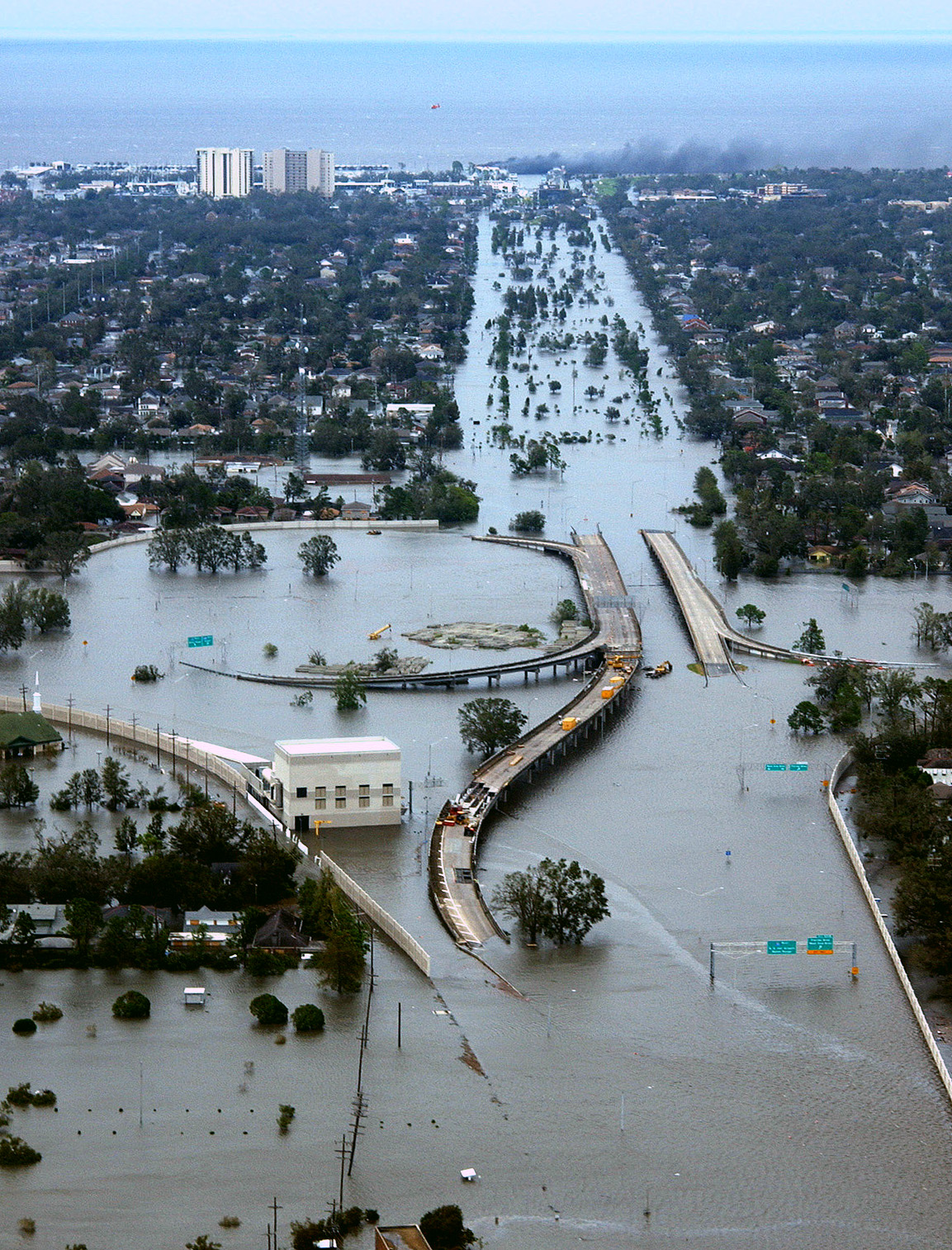
Imatge de Nova Orleans després del pas del Katrina

El 29 d'agost de 2005, l'huracà Katrina, de categoria 5, va arribar a les costes de Louisiana, arrasant la ciutat. Els forts vents van danyar la infraestructura de la ciutat i van produir una devastadora inundació. Una gran part dels dics -pobrament construïts- que separen a la ciutat del llac Pontchartrain va cedir davant la força dels vents i, com a conseqüència, es va produir un colossal vessament d'aigües del llac a la ciutat. Com a resultat, Nova Orleans va quedar submergida pràcticament tota. El 30 d'agost Kathleen Blanc, governadora de Louisiana, va ordenar l'evacuació total de la ciutat, i l'Ajuntament va estimar que farien falta almenys 12 setmanes per a fer-la novament habitable. La catàstrofe va afectar especialment al poble afroamericà, que habitava en les zones més humils i també més vulnerables, així com als nombrosos centroamericans, especialment d'origen hondureny (a l'estat de Lousiana la comunitat hondurenya té més de 200.000 habitants).
En els dies següents la ciutat va ser presa pel caos. Sense serveis públics i amb temperatures angoixoses de fins a 35 °C, la gent va començar a saquejar els magatzems buscant menjar i aigua, però també armes. Ràpidament es van organitzar bandes de delinqüents, la qual cosa va dificultar la ja de per si lenta acció de les organitzacions de rescat, que no van aparèixer a la ciutat fins a cinc dies després de l'arribada de l'huracà. Durant els primers dies de setembre es va aprovar una ajuda extraordinària que va ascendir als 10.000 milions de dòlars i l'arribada de més de 24.000 soldats, incloent-hi alguns que van servir a l'Iraq, per a recuperar el control.
El 2006, no obstant això, pràcticament no han arribat ni l'ajuda promesa ni els diners recaptats al Congrés; la meitat de la població encara no ha pogut tornar, ja que infinitat de llars van quedar totalment destruïdes per l'aigua i el vent. La reconstrucció pràcticament no s'ha iniciat. La total i segura reparació dels dics es posterga. S'han reobert alguns centres d'oci, jazz i cultura al barri francès, però les xifres del turisme estan encara molt per sota els nivells previs a l'huracà Katrina. Els subministraments d'aigua i gas respectivament estan al 41% i 60% del funcionament anterior, i quant al transport públic hi ha nombroses línies que encara no s'han restablert, o bé si funcionen ho fan molt deficientment. L'arribada massiva d'hispans disposats a iniciar tasques de reconstrucció i desenvolupament ha donat lloc, paradoxalment, a un augment proporcional a la xifra d'atur. Un elevat percentatge de negocis va abandonar la ciutat. No existeixen indústries, a part de la més aviat precària de la reconstrucció. Al juliol de 2006, la població havia descendit a unes 200.000 persones, de les gairebé 500.000 amb què comptava abans de l'huracà.

## Cultura

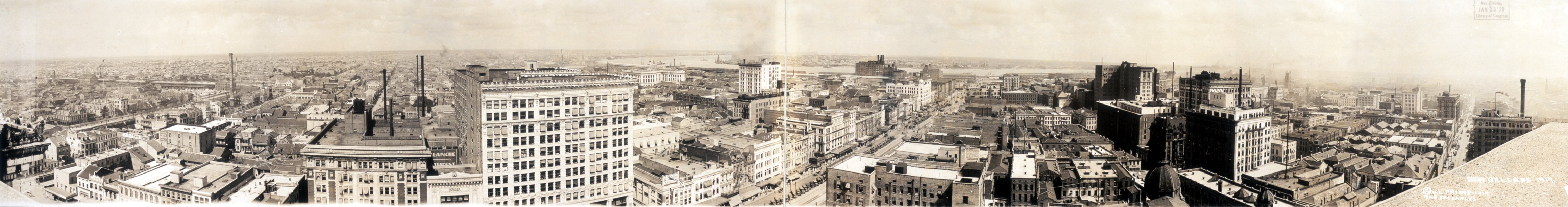
Panoràmica de Nova Orleans de 1919

Nova Orleans és coneguda per la seva cultura criolla, per la pràctica del vudú per alguns dels seus residents negres i per la seva música, arquitectura, gastronomia i festivitats. Molts visitants consideren a Nova Orleans com una ciutat d'esplai i l'associen a la frase Laissez les bontemps rouler és a dir, Deixeu que els bons moments durin.
En la seva idiosincràsia, Nova Orleans ha adaptat la música de banda militar als funerals, quan en el seguici que acompanya al difunt aquesta música es barreja amb himnes religiosos i música trista. Després d'això, els dolguts tornen del cementiri al so del Jazz, més alegre. Els funerals amb jazz són lògicament una inesperada atracció per als visitants.
En el jazz de Nova Orleans es detecten influències de la música antillana, afroamericana, francesa i nord-americana. Són molt evidents les influències llatino-caribenyes. Més tard també va néixer a Nova Orleans el rhythm and blues, de gran influència en l'estil rock and roll. Altres estils de música practicats a la ciutat són la música Cajun, Zydeco i Delta blues.

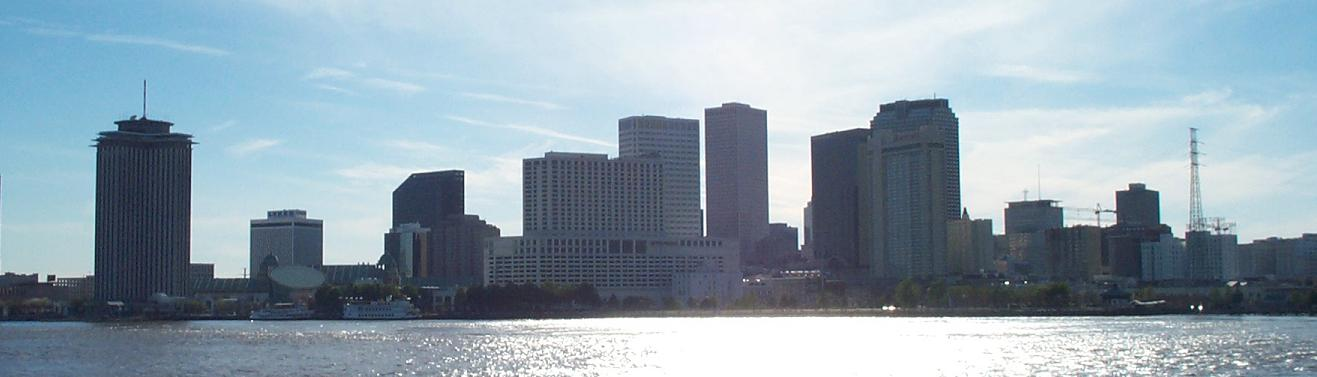
Nova Orleans vista des de l'altra riba del Mississipi

La ciutat és també coneguda per la seva gastronomia. Entre les seves especialitats es troben les pupuses i els tamales centreamericans; els crancs de riu, coneguts com a crawfish; l'emparedat Po'boy; les gambes i les ostres del golf, així com altres especialitats de peix i marisc; l'étoufée, la jambalaya, el gombo i altres plats criolls. Els dilluns a la nit generalment es menja arròs amb fesols vermells. El comiat favorit de Louis Armstrong en les seves cartes era "red beans and ricely yours".

## Ciutats agermanades
- Cap-Haitien, Haiti[12]
- Caracas, Veneçuela
- Durban, Sud-àfrica
- Innsbruck, Àustria
- Isola del Liri, Itàlia
- Juan-les-Pins (Antibes), França
- Maracaibo, Veneçuela
- Matsue, Japó
- Mérida, Mèxic
- Orleans, França
- Pointe-Noire, República del Congo
- San Miguel de Tucumán, Argentina
- Tegucigalpa, Hondures

## Personatges il·lustres
- Sam Butera, saxofonista i cantant de jazz.
- Paul Morphy, indiscutit millor jugador mundial d'escacs en el període 1858–1862.
- Jelly Roll Morton, pianista de jazz
- Louis Armstrong, trompetista i cantant.
- Alphonse Picou, clarinetista de jazz.
- Dominic James La Rocca, cornetí i trompeta de jazz.
- George Lewis, Clarinetista i director d'orquestra de jazz.
- LaToya Cantrell, sociòloga i política estatunidenca, alcaldessa de Nova Orleans.

## Àrees protegides
- Parc Històric Nacional i Reserva de Jean Lafitte[13]
- Parc Històric Nacional de Jazz de Nova Orleans[14]